# Белопухов, Марк Сергеевич
Белопухов Марк Сергеевич (род. 10 мая 2004, Комсомольск-на-Амуре, Хабаровский край) — боец 14-й отдельной гвардейской ордена Кутузова бригады специального назначения 11-я гвардейской армии военно-воздушных сил и противовоздушной обороны, гвардии ефрейтор. Герой Российской Федерации (2025).
Марк Белопухов с мая 2023 года участвует в российско-украинской войне в составе подразделений специального назначения Восточного военного округа. В ходе выполнения боевых задач он был дважды ранен.
Ефрейтор Белопухов также награждён орденом Мужества, знаком отличия «Георгиевский крест» IV степени и медалью «За храбрость» II степени. Кроме того, Марк Сергеевич является мастером спорта России по спортивной акробатике.